# Tobias Eberhard
Tobias Eberhard, né le 12 janvier 1985 à Saalfelden, est un biathlète autrichien, frère de Julian, également biathlète de haut niveau membre de l'équipe d'Autriche.

## Biographie
Sa carrière internationale commence en 2002. Après une victoire dans la Coupe d'Europe junior durant l'hiver 2005-2006, il est promu en Coupe du monde à Kontiolahti. Il marque ses premiers points à Pokljuka au début de la saison 2007-2008. Entre-temps, il gagne une médaille de bronze aux Championnats d'Europe 2007 à Bansko sur le sprint.
En 2008, il fait partie du relais gagnant autrichien à Hochfilzen en Coupe du monde, célébrant son premier podium. Quelques semaines plus tard, il est présent deux fois dans le top dix à Antholz en Coupe du monde (10e et 9e).
Il remporte son premier titre international aux Championnats d'Europe 2011 en sprint à Racines. Un an plus tard, il remporte une victoire en IBU Cup sur le même site en poursuite. L'Autrichien ne marque aucun point dans la Coupe du monde durant la saison 2011-2012, mais monte sur un podium en relais à Anterselva. Il revient dans le top 40 en 2012-2013.
À 33 ans, il participe aux Jeux olympiques d'hiver de 2018, qui sont ses premiers. Il y est 77e du sprint, 57e de l'individuel et 4e du relais. En 2019, il connaît une autre première, une sélection pour des Championnats du monde, sur le site d'Östersund, après avoir notamment obtenu un sixième podium en relais dans la Coupe du monde à Oberhof.
En 2020-2021, il n'est pas inclus dans l'équipe nationale autrichienne, mais poursuit sa carrière en marge.

## Palmarès

### Jeux olympiques d'hiver
| Épreuve / Édition                | Individuel | Sprint | Poursuite | Départ en masse | Relais | Relais mixte |
| Jeux olympiques 2018 Pyeongchang | 57e        | 77e    | —         | —               | 4e     | —            |

Légende :
- — : Non disputée par Tobias Eberhard

### Championnats du monde
| Épreuve / Édition       | Individuel | Sprint | Poursuite | Départ en masse | Relais | Relais mixte |
| Mondiaux 2019 Östersund |            |        |           |                 |        | 17e          |

Légende :

 : épreuve inexistante à cette date

— : n'a pas participé à cette épreuve

### Coupe du monde
- Meilleur classement général : 37e en 2009.
- Meilleur classement individuel : 9e place.
- 6 podiums en relais : 1 victoire, 1 deuxième place et 4 troisièmes places.

 Dernière mise à jour le 13 janvier 2019 

#### Classements en Coupe du monde
| Année     | Classement général final | Sprint | Poursuite | Individuel | Mass start |
| 2007-2008 | 80e                      | 65e    | -         | -          | -          |
| 2008-2009 | 37e                      | 21e    | 43e       | -          | 33e        |
| 2009-2010 | 42e                      | 35e    | 45e       | 37e        | -          |
| 2010-2011 | 36e                      | 33e    | 40e       | 44e        | 44e        |
| 2012-2013 | 82e                      | 70e    | -         | -          | -          |
| 2013-2014 | 75e                      | 77e    | 64e       | -          | -          |
| 2014-2015 | 83e                      | 82e    | -         | 56e        | -          |
| 2017-2018 | 72e                      | 64e    | 77e       | -          | -          |
| 2018-2019 | 64e                      | 47e    | -         | -          | -          |
| 2019-2020 | 92e                      | 81e    | -         | -          | -          |

### Championnats d'Europe
- Médaille d'or du sprint en 2011.
- Médaille de bronze du sprint en 2007.

### IBU Cup
- 3 podiums individuels, dont 1 victoire.